# Harold Caccia
Harold Anthony Caccia, baron Caccia (né le 21 décembre 1905 à Pachmarhi, en Inde et mort le 31 octobre 1990 à Builth Wells, Pays de Galles) est un diplomate britannique.

## Biographie

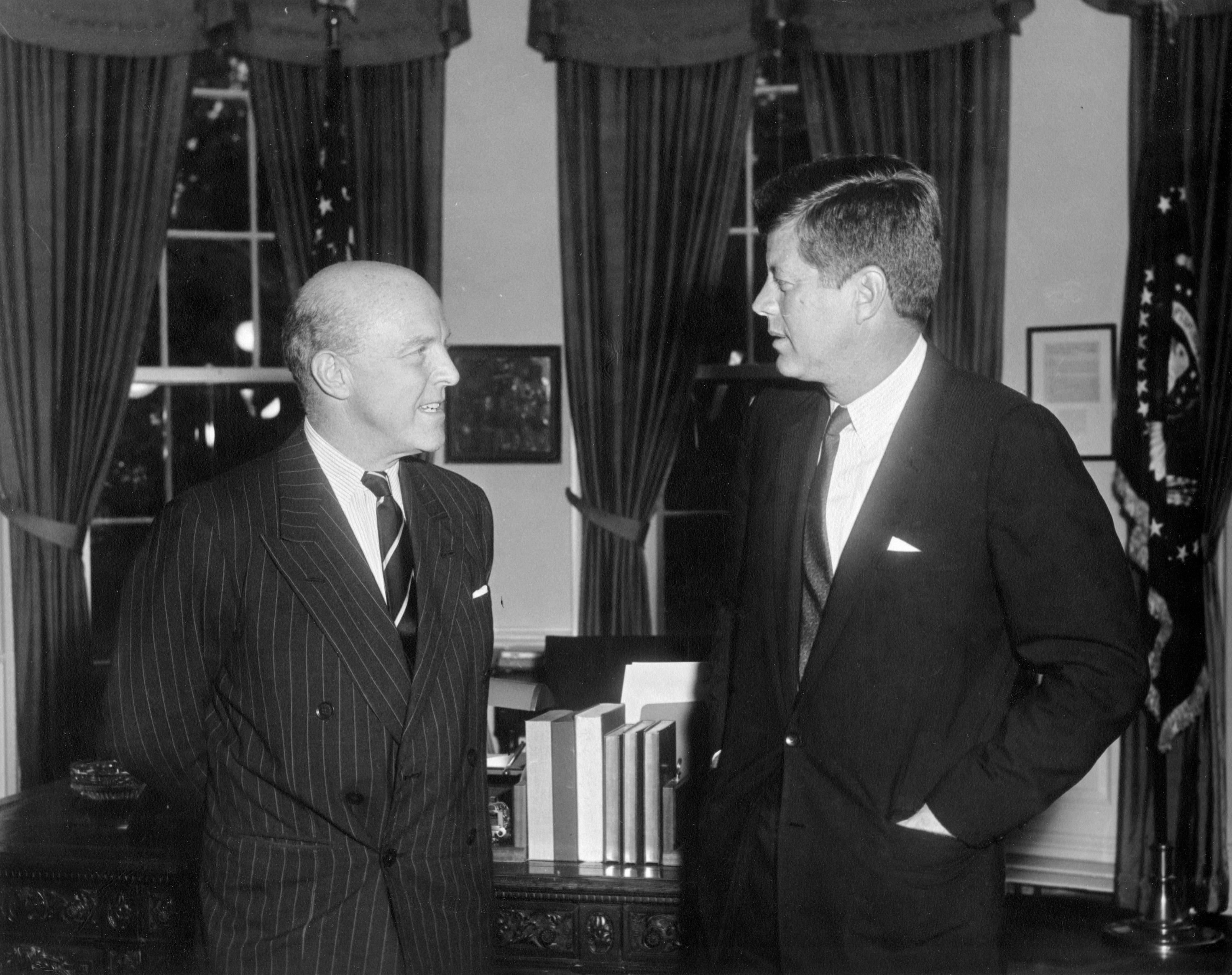
Caccia avec le président John F. Kennedy en 1961

Il fait ses études à la Summer Fields School, Collège d'Eton et Trinity College, Oxford et gagne un bleu à l'union de rugby, jouant au centre d'Oxford dans le match universitaire en 1926. Il joue au cricket pour l'Oxfordshire dans le championnat de comtés mineurs entre 1928 et 1938. En 1932, il épouse Anne Catherine Barstow, fille de Sir George Barstow et Enid Lillian Lawrence.
Caccia entre dans le service diplomatique en 1929 et est affecté à Pékin puis à Athènes et à Londres où, en 1936, il devient secrétaire particulier adjoint d'Anthony Eden. Il est de retour à Athènes au début de la Seconde Guerre mondiale, mais est ensuite attaché à l'état-major de Harold Macmillan, le représentant de la Grande-Bretagne au quartier général allié en Afrique du Nord. La guerre civile grecque le fait revenir dans ce pays et, en 1945, ses services lui valent d'être reconnu sur la liste des distinctions d'anniversaire.
Caccia est ambassadeur en Autriche de 1951 à 1954 et de 1956 à 1961 ambassadeur aux États-Unis. Il est envoyé à Washington pour réparer les relations gravement endommagées par la crise de Suez de 1956. La rupture de la confiance mutuelle est survenue lorsque la Grande-Bretagne et la France se sont jointes à une invasion israélienne de l'Égypte et ont envoyé des forces militaires pour capturer le canal de Suez, qui a été nationalisé par le président égyptien Gamal Abdel Nasser. Dans les années qui suivent, il joue un rôle déterminant dans la restauration et le maintien de la «relation spéciale» entre Londres et Washington.
Sa fille Clarissa épouse David Pryce-Jones, fils d'Alan Pryce-Jones et de Thérèse Fould-Springer ("Poppy").
En 1961, il devient sous-secrétaire d'État permanent, fonction qu'il occupe jusqu'en 1965. Il est doyen d'Eton de 1965 à 1978 et président du Marylebone Cricket Club (MCC) de 1973 à 1974.
Il est fait chevalier en 1950 et est créé pair à vie avec le titre baron Caccia, d'Abernant dans le comté de Brecknock, le 11 mai 1965. Caccia est nommé Bailli Grand-Croix et Lord Prieur de l'Ordre de l'Hôpital de Saint-Jean de Jérusalem, Chevalier Grand-Croix de l'Ordre royal de Victoria et Chevalier Grand-Croix de l'Ordre de Saint-Michel et Saint-Georges. Lord Caccia est chevalier de l'Ordre international de Saint-Hubert.